# Parque Nacional de Komodo
O Parque Nacional de Komodo, em Tenggara, na Indonésia, foi estabelecido pelo governo da Indonésia em 1980, com o objectivo de proteger o habitat do dragão-de-komodo, assim como para preservar as florestas e os recifes de coral.
No parque habitam variadas espécies para além do dragão-de-komodo, como por exemplo o veado-de-timor. O parque tem também um dos mais ricos ambientes marinhos, incluindo recifes de coral, mangues, mantas de ervas marinhas, montes submarinos e baías semi-fechadas. Estes habitats abrigam mais de 1000 espécies de peixes, mais de 260 espécies de corais, e 70 espécies de esponjas. Dugongos, tubarões, jamantas, pelo menos 14 espécies de baleias, golfinhos e tartarugas marinhas também fazem do Parque Nacional de Komodo a sua casa.
Foi declarado Património Mundial da Unesco em 1991.